# Ossuaire du Saint
Pour les articles homonymes, voir Ossuaire (homonymie).
L'ossuaire du Saint est un ossuaire situé dans la commune de Le Saint, dans le Morbihan, en France.

## Localisation
L'ossuaire est accolé à l'église Saint-Samuel, dans son extrémité sud-ouest, au sud du clocher.

## Historique
L'ossuaire est construit dans le courant du XVIe siècle, à la même époque que l'église (datée de 1575).
L'ossuaire fait l'objet d'une inscription au titre des monuments historiques par l'arrêté du 13 janvier 1937.

## Architecture
L'ossuaire est adossé au mur sud de l'église. Il se présente comme un édicule, bâti en granite local, dont le toit d'ardoises prolonge celui de l'église. Quatre fenêtres à lobes, occupant une grande baie méridionale, s'ouvrent dans le mur.